# Richard Dombi
Richard Dombi o Jack Dombi (27 de septiembre de 1888- 16 de junio de 1963) fue un jugador austrohúngaro de fútbol y entrenador posterior del Fútbol Club Barcelona, Bayern de Múnich y Feyenoord, entre otros. Era judío, nacido en Viena.
El apodo de Dombi se lo ganó Richard Kohn, su verdadero nombre, debido a su juego técnico en su etapa de futbolista en Austria (1907-14). Se le conocía como 'Litle Dombi' (pequeña eminencia) y desde entonces pasó a ser conocido como Jack Dombi.

## Trayectoria

### Barcelona
Entrenó al FC Barcelona durante dos etapas diferentes (1926 y 1933-34). Su primer fichaje había llegado después de que jugara dos amistosos con el First Viena en Barcelona en los que deslumbró con un fútbol que convenció a Gamper para apostar por su fichaje. En esta primera etapa, entre otras tareas dentro de la entidad, se encargaba del entrenamiento de jóvenes promesas. En los 24 partidos que dirigió al Barça solo cedió dos derrotas y dos empates. Dombi logró ganar 20 partidos en el banquillo barcelonista con un bagaje goleador de 83 tantos marcados y solo 19 encajados. Logrando conquistar un Campeonato de España y un Campeonato de Cataluña.

### Bayern de Múnich
Posteriormente dirigió al Bayern de Múnich desde 1930 a 1933. Entró como reemplazo de Kálmán Konrád. La final del campeonato alemán del sur la perdió contra el Eintracht Fráncfort y fue como segundo mejor a la ronda final del campeonato alemán. El partido tuvo lugar y el Bayern derrotó al hasta ahora cinco veces campeón alemán, el F. C. Núremberg con un 2:0. En la final celebrada en Núremberg el 12 de junio de 1932, se enfrentaron nuevamente al Eintracht Fráncfort con una victoria decisiva para el Bayern por 2:0. Tras el pitido final Dombi condujo al Bayern de Múnich a llevarse por primera vez la histórica Copa Victoria. También, por primera vez un club de la ciudad de Múnich fue campeón alemán. Con Dombi el Bayern se estableció como uno de los grandes clubes de Alemania, no obstante la Segunda Guerra Mundial estalló, lo que significó que muchos clubes habían entrado en hibernación entre ellos el Bayern.
En 1933 el club no pudo defender su título después de perder sus dos partidos vitales contra el TSV 1860 Múnich en el campeonato alemán del sur. Tras la toma del poder por parte de los nazis bajo el liderazgo de Adolf Hitler, el presidente del Bayern, Kurt Landauer, tuvo que dimitir por la presión política ejercida contra él debido a su ascendencia judía. Dombi, también de origen judío tuvo que trasladarse a Suiza para poner punto y fin en su paso por Alemania.

### Vuelta a Barcelona
Su segunda etapa en el FC Barcelona no fue satisfactoria. El Barça que se encontró Dombi en 1934 ya no era el de la primera edad de oro. No estaban ni los Paulino Alcántara, Samiter, Sagi Barba o Piera. Dombi y la plantilla blaugrana enviaron una carta a la directiva en la que pedían una reducción de su sueldo a causa de los malos resultados obtenidos.